# Sisymbrium crassifolium
Sisymbrium crassifolium là một loài thực vật có hoa trong họ Cải. Loài này được Cav. miêu tả khoa học đầu tiên năm 1802.